# Kottayam
Kottayam (hindi कोट्टायम) – miasto w Indiach, w stanie Kerala. W 2011 roku liczyło 357 302 mieszkańców. Siedziba syromalabarskiej archieparchii Kottayam oraz diecezji Malankarskiego Kościoła Ortodoksyjnego.